# Гайленкирхен
Гайленкирхен (на немски: Geilenkirchen) е град в Северен Рейн-Вестфалия (Германия) с 26 626 жители (към 31 декември 2013).
Гайленкирхен се намира на ок. 20 км (въздушна линия) северно от Аахен на границата с Нидерландия в долината на река Вурм.